# T&D Holdings
T&D Holdings — японская страховая компания, специализируется на страховании жизни (6-я крупнейшая в стране по этому виду страхования с долей 6,1 %). Штаб-квартира расположена в Токио (Япония), образована в 1 апреля 2004 года.

## История
Холдинг T&D был создан в апреле 2004 года для объединения трёх компаний по страхованию жизни, Taiyo Life, Daido Life и T&D Financial Life.
Taiyo Life была основана в 1893 году под названием Nagoya Life Insurance. Daido Life Insurance Company была образована в 1902 году объединении трёх страховых компаний: Asahi Life, Gokoku Life и Hokkai Life. Партнёрство между Taiyo и Daido началось в 1999 году, в 2001 году они совместными усилиями приобрели Tokyo Life Insurance Company, переименовав её в T&D Financial Life Insurance Company.

## Деятельность
За 2020 финансовый год, закончившийся 31 марта 2021 года, выручка компаний холдинга составила 2,41 трлн иен, из них 1,78 трлн пришлось на страховые премии, 454 млрд — на инвестиционный доход. Страховые выплаты составили 1,31 трлн иен. Активы на конец года составили 17,87 трлн, из них 13,03 трлн пришлось на инвестиции в ценные бумаги.
Основные подразделения:
- Taiyo Life — индивидуальное страхование жизни, около 8 млн полисов, страховые премии 620 млрд иен.
- Daido Life — страхование жизни сотрудников малого и среднего бизнеса (обслуживает 370 тысяч компаний), страховые премии 808 млрд иен.
- T&D Financial Life — продажа полисов страхования жизни через независимых посредников, страховые премии 348 млрд иен.

В списке крупнейших публичных компаний мира Forbes Global 2000 за 2021 год компания заняла 539-е место, в том числе 520-е по размеру выручки, 232-е по активам и 451-е по чистой прибыли.